# Sukahurip (Cisaga)
Sukahurip is een bestuurslaag in het regentschap Ciamis van de provincie West-Java, Indonesië. Sukahurip telt 2183 inwoners (volkstelling 2010).